# 하우스 오브 디
《하우스 오브 디》(영어: House of D)는 미국에서 제작된 데이비드 듀코브니 감독의 2004년 성장 코미디 드라마 영화이다. 안톤 옐친 등이 출연하였고, 리처드 바턴 루이스 등이 제작에 참여하였다. 2004년 트라이베카 영화제에서 상영되었다.

## 출연진
- 데이비드 듀코브니
- 안톤 옐친
- 로빈 윌리엄스
- 테이아 레이오니
- 에리카 바두
- 애덤 러페브러
- 프랭크 랜젤라
- 젤다 윌리엄스
- 올랜도 존스
- 마크 마골리스
- 윌리 가슨
- 마갈리 아마데이

## 기타 제작진
- 공동 제작: 데이비드 게인스
- 총괄 제작·라인 제작: 애덤 메림스
- 배역: 에이비 코프먼
- 미술: 레스터 코언
- 의상: 엘런 러터